# Список графов и герцогов Берга
Граф Берга (нем. Grafen von Berg), а с 1380 года герцог Берга (нем. Herzöge von Berg) — правители феодального владения в Священной Римской империи с центром в замке Шлоссбург в городе Золинген.

## Графы в Кельдахгау
Эццонены
- ок. 996 — ок. 1041: Адольф I (ум. ок. 1041), граф в Кельдахгау с 996, фогт в Дойце, сын пфальцграфа Лотарингии Германа I Малого
- ок. 1041—10??: Адольф II (ум. после 1041), граф в Кельдахгау, сын предыдущего

## Графы Берга
Эццонены, ветвь Альтена-Берг
- 1077 — ок. 1082: Адольф I (ум. ок. 1082), фогт в Геррезгейне 1056—1059, фогт в Вердене 1059—1068, фогт в Дойце 1063—1065, фогт в Берге 1068—1077, 1-й граф Берга с 1077, сын предыдущего
- ок. 1082 — ок. 1090: Адольф II (ум. ок. 1090), граф Берга и Гёвеля с ок. 1082, фогт в Вердене и Дойце с 1077, сын предыдущего
- ок. 1090—1106: Адольф III (ум. 1106), граф Берга и Гёвеля с ок. 1090, сын предыдущего
- 1106—1160/1161: Адольф II (IV) (ум. ок. 1165), граф Берга 1106—1160/1161, граф Альтена 1122—1160/1161, монах с 1160/1161, сын предыдущего
- 1160/1161—1189: Энгельберт I (ум. 1189), граф Берга с 1160/1161, сын предыдущего
- 1189—1218: Адольф V (VI) (ум. 1218), граф Берга с 1189, сын предыдущего
- 1218—1225: Энгельберт (II) (1185/1186 — 1225), архиепископ Кёльна (Энгельберт I) с 1216, граф Берга с 1218, брат предыдущего
- 1225—1248: Ирменгарда (ум. 1248), графиня Берга с 1225, дочь Адольфа V
муж: Генрих IV Лимбургский (1195—1247)

Лимбургский дом (Арлон-Лимбург), Бергская ветвь
- 1226—1247: Генрих I Лимбургский (1195—1247), герцог Лимбурга (Генрих IV) с 1226, граф Берга с 1226, муж предыдущей
- 1247—1259: Адольф IV {VI) (1220—1259), граф Берга с 1247, сын предыдущего
- 1259—1296: Адольф VII (ум. 1296), граф Берга с 1259, сын предыдущего
- 1296—1308: Вильгельм V (ум. 1308), граф Берга с 1296, брат предыдущего
- 1308—1348: Адольф VIII (ум. 1348), граф Берга с 1308, племянник предыдущего, сын Генриха, сеньора фон Виндек

Дом Равенсберг
- 1348—1389: Маргарита (ум. 1389), графиня Берга с 1348, графиня Равенсберга с 1346, племянница предыдущего, дочь Оттона IV, графа Равенсберга, и Маргариты Бергской, сестры Адольфа VIII
муж: Герхард Юлихский (ум. 1360)

Дом Генгебах
- 1348—1360: Герхард Юлихский (ум. 1360), граф Берга с 1348, граф Равенсберга с 1346, муж предыдущей
- 1360—1380: Вильгельм II (ум. 1408), граф Берга 1360—1380 годах, герцог Берга с 1380 года, граф Равенсберга (Вильгельм I) в 1360—1393 годах, сын предыдущего

В 1380 году Берг возведён в ранг герцогства.

### Герцоги Берга
Дом Генгебах
- 1380—1408: Вильгельм II (ум. 1408), граф Берга в 1360—1380 годах, герцог Берга с 1380 года, граф Равенсберга (Вильгельм I) в 1360—1393 годах
- 1408—1437: Адольф IX (ум. 1437), герцог Берга с 1408 года, граф Равенсберга (Адольф I) в 1393—1402 годах, герцог Юлиха (Адольф I) с 1423 года, сын предыдущего
- 1437—1475: Герхард II (ум. 1475), герцог Берга с 1437, герцог Юлиха (Герхард I) с 1437, граф Равенсберга с 1428, племянник предыдущего, сын Вильгельма II, графа Равенсберга
- 1475—1511: Вильгельм III (1455—1511), герцог Берга с 1475, герцог Юлиха (Вильгельм IV) с 1475, граф Равенсберга с 1475

Дом фон дер Марк
- 1511—1539: Иоанн I Миролюбивый (1490—1539), герцог Клеве и граф Марка (Иоанн III) с 1521, герцог Юлиха и Берга, граф Равенсберга с 1511, зять предыдущего
- 1539—1592: Вильгельм IV Богатый (1516—1592), герцог Клеве (Вильгельм I), Юлиха (Вильгельм V) и Берга, граф Марка и Равенсберга с 1539, сын предыдущего
- 1592—1609: Иоанн Вильгельм I (1516—1592), герцог Клеве, Юлиха и Берга, граф Марка и Равенсберга с 1592, сын предыдущего

После смерти Иоанна Вильгельма, не оставившего детей, развернулась война за его наследство. В результате мира Берг и Юлих достались пфальцграфам Нойбурга.
Виттельсбахи, Пфальц-Нойбургская линия
- 1614—1653: Вольфганг Вильгельм (1578—1653), пфальцграф Нойбурга с 1614, герцог Юлиха и Берга с 1614, сын Анны, сестры герцога Иоанна Вильгельма
- 1653—1679: Филипп Вильгельм (1615—1690), пфальцграф Нойбурга с 1653, герцог Юлиха и Берга 1653—1679, курфюрст Пфальца с 1685, сын предыдущего
- 1679—1716: Иоганн Вильгельм II (1615—1690), пфальцграф Нойбурга и курфюрст Пфальца (Иоганн Вильгельм I) с 1690, герцог Юлиха и Берга с 1679, сын предыдущего
- 1716—1742: Карл III Филипп (1661—1742), пфальцграф Нойбурга и курфюрст Пфальца, герцог Юлиха и Берга с 1716, брат предыдущего

Виттельсбахи, Пфальц-Зульцбахская линия
- 1742—1796: Карл Теодор (1724—1799), пфальцграф Зульцбаха с 1733, пфальцграф Нойбурга и курфюрст Пфальца, герцог Юлиха 1742—1794, герцог Берга с 1742, курфюрст Баварии с 1777, внук предыдущего по матери

Виттельсбахи, линия Пфальц-Биркенфельд-Бишвейлер
- 1799—1806: Максимилиан Йозеф (1756—1825), герцог Цвейбрюкена 1795—1806, пфальцграф Биркенфельда, Бишвейлера 1767—1806, пфальцграф Зульцбаха и Нойбурга, курфюрст Пфальца и Баварии 1799—1805, герцог Берга 1799—1806, 1-й король Баварии с 1806, внук предыдущего по матери

В 1794 году Юлих был оккупирован французами. По Люневильскому и Пресбургскому миру в 1806 году герцогство Юлих-Берг отошло к Франции. В 1806 году император Наполеон I образовал Великое герцогство Клеве-Бергское, отданное Иоахиму Мюрату. С 3 марта 1809 до 1 декабря 1813 года великим герцогом Бергским был племянник Наполеона I Наполеон Луи Бонапарт.

## Великие герцоги Берга и Клеве
Мюраты
- 1806—1808: Иоахим Мюрат (1767—1815), маршал Франции, король Неаполя с 1808

Бонапарты
- 1808—1809: Наполеон I (1769—1821), император французов
- 1809—1813: Наполеон Луи (1804—1831), король Голландии (Людовик II, 1810), великий герцог Клеве-Бергский